# Phil Gramm
William Philip Gramm (nacido el 8 de julio de 1942) es un economista y político estadounidense que representó a Texas en ambas cámaras del Congreso. Aunque comenzó su carrera política como demócrata, Gramm se cambió al Partido Republicano en 1983. En el Congreso, Gramm patrocinó importantes actos de desregulación financiera.
Nacido en Fort Benning, Georgia, Gramm enseñó economía en la Universidad A & M de Texas después de obtener un doctorado en economía de la Universidad de Georgia. Ganó las elecciones a la Cámara de Representantes de los Estados Unidos en 1978, convirtiéndose en uno de los demócratas más conservadores en el Congreso. Después de ser expulsado del Comité de Presupuesto de la Cámara, Gramm renunció al Congreso, se unió al Partido Republicano y ganó una elección especial para cubrir la vacante causada por su renuncia. Ganó las elecciones al Senado de los Estados Unidos en 1984.
Gramm se convirtió en miembro del Comité Bancario del Senado en 1999 y se desempeñó como presidente hasta 2001. Fue copatrocinador de la Ley de Presupuesto Equilibrado Gramm-Rudman-Hollings de 1985, que buscaba reducir el déficit del presupuesto federal de los EE. UU. También apoyó la desregulación, auspiciando la Ley de Modernización de los Futuros de Productos Básicos de 2000 y la Ley Gramm-Leach-Bliley. Este último acto derogaba las disposiciones de la Ley Glass-Steagall, que separaba las actividades bancarias, de seguros y de corretaje.
Gramm buscó la nominación presidencial en las primarias republicanas de 1996, pero se retiró después de la primera serie de primarias. Gramm se retiró del Congreso en 2002. Se convirtió en cabildero de UBS y fundó una firma de política pública y cabildeo, Gramm Partners. Fue asesor económico sénior de la campaña presidencial de John McCain en 2008.

## Primeros años de vida y carrera universitaria
Gramm nació el 8 de julio de 1942 en Fort Benning, Georgia, y creció en la cercana ciudad de Columbus. Poco después de su nacimiento, el padre de Gramm, Kenneth Marsh Gramm, sufrió un derrame cerebral y quedó parcialmente paralizado. Murió cuando Gramm tenía 14 años. La madre de Gramm, Florence (de soltera Scroggins), trabajó turnos dobles como enfermera para complementar la pensión de discapacidad para veteranos.
Gramm asistió a escuelas públicas, se graduó en 1961 de la Academia Militar de Georgia (ahora Woodward Academy) y se graduó en 1964 en la Universidad de Georgia. Recibió un doctorado en economía del Terry College of Business de la Universidad de Georgia en 1967.
Luego enseñó economía en la Universidad Texas A & M de 1967 a 1978. Además de enseñar, Gramm fundó la firma de consultoría económica Gramm and Associates (1971-1978).

## Cámara de Representantes de los Estados Unidos
En 1976, Gramm desafió sin éxito al senador demócrata de Texas Lloyd Bentsen, en la primaria senatorial del partido. Luego, en 1978, Gramm se postuló con éxito como demócrata para Representante del sexto distrito congresional de Texas, que se extendía desde los suburbios de Fort Worth hasta College Station. Fue reelegido para su escaño en la Cámara como demócrata en 1980.
El registro de votos de Gramm fue muy conservador, incluso para los estándares demócratas de Texas de la época. Durante sus primeros cuatro términos, obtuvo una calificación promedio de 89 de la Unión conservadora estadounidense, y de 1980 a 1982 obtuvo la calificación más alta de ese cuerpo de cualquier demócrata en la delegación de Texas. En 1981, copatrocinó el Presupuesto Gramm-Latta, que implementó el programa económico del presidente Ronald Reagan, aumentó el gasto militar, recortó otros gastos y ordenó la Ley del Impuesto a la Recuperación Económica de 1981 (el recorte impositivo de Kemp-Roth).
Días justos después de ser reelegidos en 1982, Gramm estuvo echado del Comité de Presupuesto de la Casa. En respuesta, Gramm dimitió de su asiento de Casa encima enero 5, 1983. Entonces corra como Republicano para su vacante propia en una elección especial febrero agarrado 12, 1983, y ganado bastante handily. Uno de su mucha elección especial los adversarios era el segundo-sitio finisher por único 115 votos en su 1978 Partido Democrático primario, el entonces nuevamente eligió Senador Estatal Chet Edwards de Waco, y Representante de EE.UU. más tardíos para el 11.º y el 17.º congressional distritos de Texas (3 de enero de 1991 @– 3 de enero de 2011). Otro adversario de elección especial era Texas Representante Estatal Dan Kubiak de Rockdale, Texas. Gramm Devenía el primer Republicano para representar el distrito desde su creación en 1846.
Después de que deje la Casa, el asiento estuvo retenido para el partido Republicano por Joe Barton.

## Senado de Estados Unidos
En 1984, Gramm estuvo elegido como Republicano de representar Texas en el Senado de EE. UU. Derrote Congresista Ron Paul, anterior gubernatorial candidato Henry Grover, Robert Mosbacher, Jr., de Houston, y muchos de otro contenders en el primarios. Entonces afronte el candidato Democrático, Senador Estatal Lloyd Doggett de Austin en la elección general para el correcto de tener éxito retirándose G de John de Senador Republicano. Torre. Gramm Encuestó 3,116,348 votos (58.5 por ciento) a Doggett 2,207,557 (41.5 por ciento). Gramm Era el primer Senado de EE.UU. candidato en la historia de Texas para recibir más de tres millones de votos.
Gramm sirvió en el Comité de Presupuesto del Senado de 1989 hasta que dejando oficina en 2003. Gramm Y Senadores Fritz Hollings y Warren Rudman ingenió un medio de tajante el presupuesto a través de a través de-el-entabla gastar cortes si déficit-objetivos de reducción no fueron conocidos. Eran exitosos en hacer el Gramm@–Rudman@–Hollings ley de Acto, a pesar de que las porciones estuvieron gobernadas anticonstitucionales. En los años que siguen el paso del Acto, otras secciones eran en gran parte superseded por otros mecanismos que controlan presupuesto.
En 1990, Gramm falló en un esfuerzo para enmendar el Acto de Conformidad de Ley Internacional de 1990 de Irak. Una enmienda más temprana al acto, la Enmienda D'Amato, prohibió a los EE.UU. de vender armas o extendiendo cualquier clase de asistencia financiera a Irak a no ser que el Presidente podría probar que era en "conformidad sustancial" con las provisiones de un número de convenciones de derechos humanos, incluyendo la Convención de Genocidio. Después de leer la Enmienda D'Amato, Gramm introdujo su enmienda propia para contrarrestar las sanciones de derechos humanos en la Enmienda D'Amato. Gramm la enmienda habría dejado la administración de Bush del George a waive los plazos del D'Amato Enmienda si encuentre que sanciones en contra Irak hace daño negocios de EE.UU. y las granjas más de ellos hicieron daño Irak. Al final, la factura pasó el Senado sin Gramm enmienda sólo una semana antes de que Saddam Hussein invadió Kuwait.
Gramm ganó su segundo plazo de Senado en 1990 con una victoria sobre Senador Estatal Democrático y anterior Fort Valor Mayor Hugh Parmer. Gramm Encuestó 3,027,680 votos (60.2 por ciento) a Parmer 1,429,986 (37.4 por ciento), otra vez recibiendo más de tres millones de votos.
Entre 1999 y 2001, Gramm era el presidente del Comité de Senado de los EE. UU. en Bancario, Alojamiento, y Asuntos Urbanos. Durante aquel tiempo encabece esfuerzos para pasar leyes de desregulación bancaria, incluyendo el hito Gramm@–Lixiviar@–Bliley Acto en 1999, el cual sacó Depresión-leyes de era que separan bancarios, seguro y actividades de corretaje.

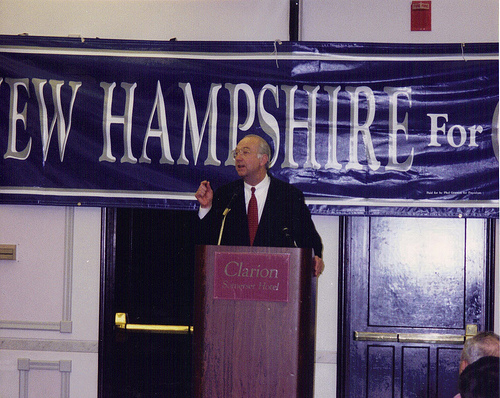
Gramm En una campaña Nashua, Nuevo Hampshire en 1995

Como senador, Gramm a menudo pidió reducciones en impuestos y fraude en el gobierno que gasta. Emplee su "Dickey Flatt Prueba" ("Es el valor que lo saca de Dickey bolsillo?") Para determinar si los programas federales valieron la pena. Richard "Dickey" Flatt posee un negocio de impresión de carrera familiar empezado por su padre y madre en Mexia, Texas, y es un longtime Gramm seguidor". En Gramm ojos, Flatt encarnó las cargas que un Texas típico independiente pequeño businessman afrontó en el reino de los impuestos y el gobierno que gastan.
A pesar de su oposición autoproclamada a Federal gastando, Gramm votó para tener el Gobierno Federal construye el Superconductor Super Collider en su estado, el cual habría costado miles de millones de dólares de dinero de contribuyente.
Gramm funcionó sin éxito para la nominación del Partido Republicano en las elecciones presidenciales de 1996, por las cuales había recaudado $ 8 millones ya en julio de 1994. Aunque comenzó la carrera con un cofre de guerra completo y empató en el primer lugar con Dole en 1995 Straw de Iowa Encuesta, su campaña resultó mortalmente herida cuando, en un altercado, perdió el Caucus de Louisiana el 7 de febrero de 1996 ante Pat Buchanan (el conteo final de delegados fue de 13-8). El columnista político de New Orleans Times Picayune, Otis Pike, señaló que la pérdida podría atribuirse a la pasión de los seguidores de Buchanan en comparación con los de Gramm. "Gramm debería haber ganado las asambleas electorales de Louisiana, pero no lo hizo, porque la derecha religiosa votó en mayor número". Al menos parte de esto fue porque James Dobson dijo infamemente: "Entré en esa reunión con la esperanza de apoyar a Phil Gramm para presidente. Ahora no creo que vote por él si fuera el último hombre en pie". Este pobre desempeño en un estado adyacente a Texas, más el quinto lugar en las asambleas electorales de Iowa resultó en la retirada de Gramm del concurso el domingo anterior a la primaria de New Hampshire. Lanzó su apoyo al colega senatorial Robert J. Dole de Kansas. Gramm, un defensor del libre comercio, también arremetió contra Buchanan, argumentando que Buchanan era un "proteccionista"
Después de abandonar su oferta presidencial, Gramm volvió a centrarse en su oferta para un tercer término del Senado. Derrotó a Víctor Morales de Dallas en noviembre de 1996 para ganar lo que sería su último mandato en el Senado.
Gramm fue uno de los cinco copatrocinadores de la Ley de modernización de futuros de productos básicos de 2000. Una disposición del proyecto de ley a menudo se conoce como la "laguna de Enron" porque algunos críticos culpan a la disposición por permitir que ocurra el escándalo Enron.
En 2002, Gramm abandonó su escaño en el Senado (efectivo el 30 de noviembre) unas semanas antes de la expiración de su mandato con la esperanza de que su sucesor, el republicano John Cornyn, pudiera ganar antigüedad con respecto a otros senadores recientemente elegidos. Sin embargo, Cornyn no ganó antigüedad adicional debido a una política del Comité de Reglas de 1980.

## 2007 hipoteca y 2008 crisis financieras y económicas
Algunos economistas afirman que la legislación de 1999 encabezada por Gramm y promulgada por el presidente Clinton -la Ley Gramm-Leach-Bliley- fue significativamente responsable de la crisis de las hipotecas subprime del 2007 y la crisis económica mundial de 2008. La Ley es ampliamente conocida por revocar partes de la Ley Glass-Steagall, que había regulado la industria de servicios financieros. La Ley fue aprobada por el Senado y la Cámara de Representantes por abrumadora mayoría el 4 de noviembre de 1999.
Gramm respondió en marzo de 2008 a las críticas de la
Gramm respondió en marzo de 2008 a las críticas al acto declarando que no veía "evidencia alguna" de que la crisis de las hipotecas de alto riesgo fuera causada de alguna manera "al permitir que los bancos, las compañías de valores y las compañías de seguros compitan entre sí".
El apoyo de Gramm fue más tarde crítico en la aprobación de la Ley de modernización de futuros de productos básicos de 2000, que mantuvo las transacciones de derivados, incluidas las que implican swaps de incumplimiento de crédito, libres de regulación gubernamental.
En su cobertura de 2008 de la crisis financiera, The Washington Post nombró a Gramm uno de los siete "Jugadores clave en la batalla por la regulación de derivados", por haber "impulsado varios proyectos de ley importantes para desregular las industrias bancarias y de inversión, incluido el Gramm-Leach 1999". -Bliley acto que derribó los muros que separan las industrias de banca comercial, inversión y seguros ".
El Premio Nobel de Economía de 2008, Paul Krugman, un partidario de Barack Obama y el expresidente Bill Clinton, describió a Gramm durante la carrera presidencial de 2008 como "el sumo sacerdote de la desregulación" y lo ha incluido como la persona número dos responsable de la crisis económica de 2008 solo detrás de Alan Greenspan. El 14 de octubre de 2008, CNN clasificó a Gramm número siete en su lista de los 10 individuos más responsables de la actual crisis económica.
En enero de 2009, la editora de Guardian City, Julia Finch, identificó a Gramm como una de las veinticinco personas que estaban en el corazón de la crisis financiera. Time incluyó a Gramm en su lista de las 25 personas más importantes a las que culpar por la crisis económica.

## John McCain 2008 campaña presidencial
Gramm era co-silla de la campaña presidencial de John McCain y su la mayoría de asesor económico sénior del verano de 2007 hasta que julio 18, 2008.
En un julio 9, 2008 entrevista encima los planes económicos de McCain, Gramm explicó la nación no fue en una recesión, declarando, " has oído de depresión mental; esto es una recesión mental ."
Añada, " tenemos clase de devenir una nación de whiners, justo oyes este constante whining, renegando sobre una pérdida de competitividad, América en disminución."
Gramm los comentarios inmediatamente devenían un asunto de campaña.
El adversario de McCain, Senador Barack Obama, declarado, "América ya tiene un Dr. Phil. No necesitamos otro cuando viene a la economía. ... Este económico downturn no es en vuestra cabeza."
McCain fuertemente denunciado Gramm comentarios.
Encima julio 18, 2008 Gramm dio un paso abajo de su posición con el McCain campaña.
Explicando sus comentarios, Gramm declaró que haya utilizado la palabra "whiners" para describir los políticos de la nación más que el público, declarando "el whiners es los dirigentes."
En la misma entrevista, Gramm dijo, "no estoy yendo a retract cualquiera de él. Cada palabra dije era cierto."

## 2016 presidencial primario
Gramm Aprobó Senador de EE.UU. Marco Rubio en el 2016 Republicano presidencial primario declarando: " es el más preparado en seguridad nacional. Pueda ganar la elección general." A Marco Rubio retirada de la carrera, Gramm aprobó su socio Texan Ted Cruz, llamándole "un dirigente osado y luchador para conservatives por todas partes el país".

## Ocupación actual
Cuando de 2009, Gramm está empleado por UBS AG como presidente de vicio de la división de Banco de la Inversión.
Ubs.com Declara que un presidente de vicio de un UBS la división es "...Nombrado para apoyar el negocio en sus relaciones con clientes claves."
Una UBS en 2002 inmediatamente después de retirarse del Senado.

## Personal
Gramm vive en Helotes, en las afueras de San Antonio, Texas. Está casado con la Dra. Wendy Lee Gramm, originaria de Hawái, asociada con el Mercatus Center de la Universidad George Mason en Virginia. Son padres de dos hijos: Marshall Gramm, profesor de economía en Rhodes College en Memphis, Tennessee, y Jeff Gramm, que es administrador de dinero, autor y anteriormente músico en la banda de indie pop Aden. En 1999, después del colapso de una hoguera en la Universidad de Texas A & M que resultó en 12 muertes, el entonces Senador Phil Gramm ofreció el paso elevado F-16 reservado para su futuro funeral como senador de los EE. UU. Para la comunidad A & M de Texas. La oferta fue aceptada y un vuelo conmemorativo de los 12 muertos fue volado en un juego de fútbol Texas A & M el 26 de noviembre de 1999.

## Trabajos
- Gramm, William P. (1974). "Laissez-Faire Y la Cantidad Óptima de Dinero". Gramm, William P. (1974). «Laissez-Faire and the Optimum Quantity of Money». Economic Inquiry 12 (1): 125-132. doi:10.1111/j.1465-7295.1974.tb00232.x. (1): 125@–132. doi:10.1111/j.1465-7295.1974.tb00232.x.